# Vöhringen (Württemberg)

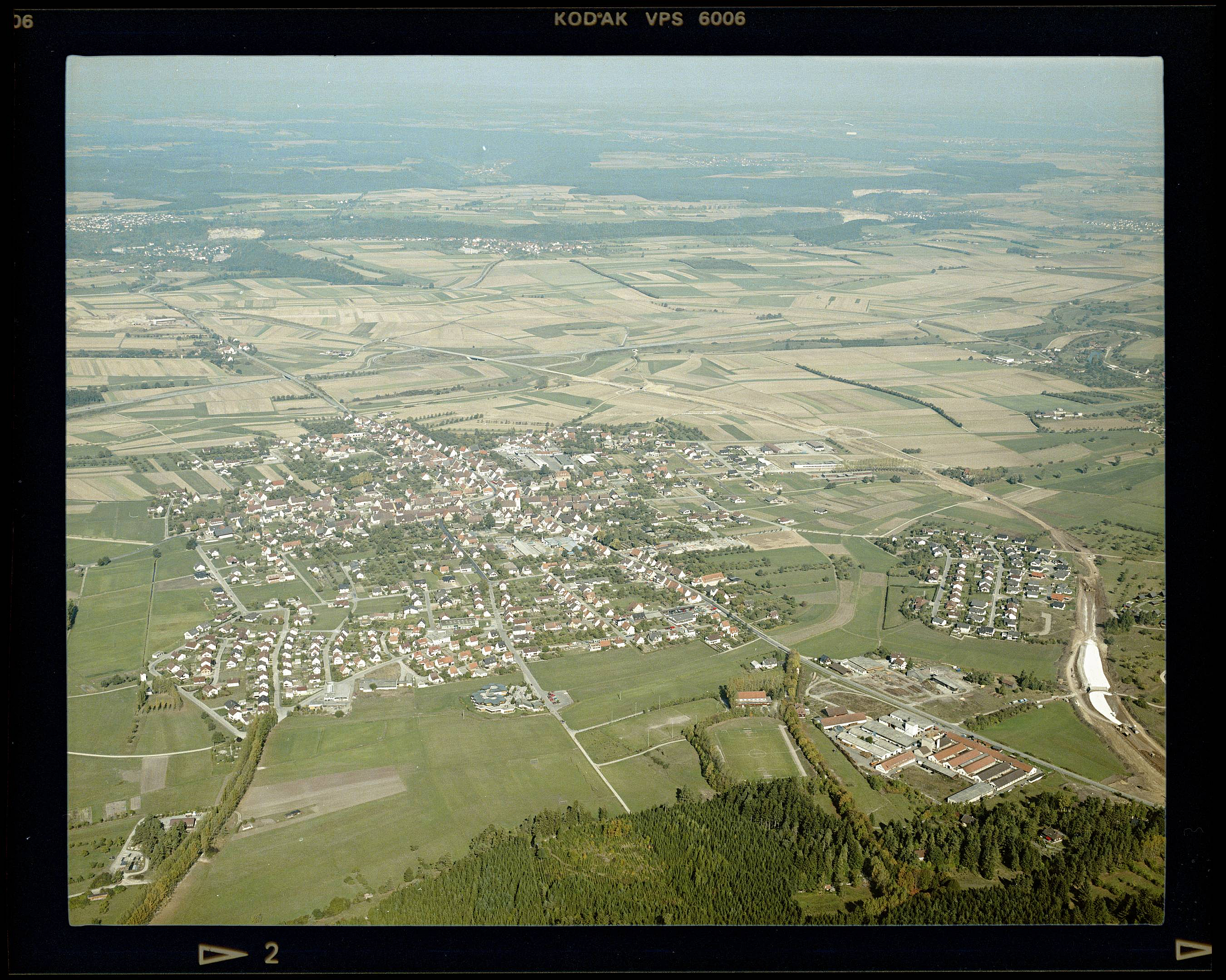
Luftbild von Vöhringen (1983)

Vöhringen ist eine Gemeinde im Landkreis Rottweil in Baden-Württemberg.

## Geografie

### Lage
Vöhringen liegt am Ostrand des Mittleren Schwarzwaldes im Korngäu, zwischen 491 und 682 Meter Höhe, fünf Kilometer von Sulz am Neckar und zwölf Kilometer von Oberndorf am Neckar entfernt.
Die nächsten größeren Städte sind:
- Balingen, ca. 20 km
- Rottweil, ca. 25 km
- Horb am Neckar, ca. 25 km
- Herrenberg, ca. 40 km
- Tübingen, ca. 50 km

### Nachbargemeinden
Die Gemeinde grenzt im Norden an Sulz am Neckar, im Südosten an Rosenfeld (Zollernalbkreis) und im Südwesten an Oberndorf am Neckar.

### Gemeindegliederung
Die Gemeinde Vöhringen besteht aus den Ortsteilen Vöhringen und Vöhringen-Wittershausen, die beide räumlich identisch sind mit den früheren Gemeinden Vöhringen und Wittershausen. Im Ortsteil Vöhringen-Wittershausen ist eine Ortschaft im Sinne der baden-württembergischen Gemeindeordnung mit eigenem Ortschaftsrat und Ortsvorsteher als dessen Vorsitzender eingerichtet. Die Ortschaft hat eine eigene örtliche Verwaltungsstelle unter der Bezeichnung „Gemeinde Vöhringen, Ortsverwaltung Wittershausen“.
Zum Ortsteil Vöhringen gehören das Dorf Vöhringen, die Höfe Rötenmühle und Siegelhaus und der Wohnplatz Ziegelhütte. Zum Ortsteil Vöhringen-Wittershausen gehört nur das Dorf Wittershausen. Im Ortsteil Vöhringen liegt die abgegangene Ortschaft Beuren (Burg Beuren).

## Geschichte

### Vöhringen
Die Vöhringer Markung ist uraltes Siedlungsgebiet; nachgewiesen bis in die Jungsteinzeit. Nach Vertreibung der Römer nahmen die Alemannen das Land ein (Hinweis durch die Ortsnamenendung „ingen“). Erstmals wurde Vöhringen im Jahre 772 in einer Schenkungsurkunde des Lorscher Codex erwähnt. Herren über das Dorf waren die Herzöge von Teck. 1306 kam der Ort zur Grafschaft Württemberg. Vöhringen gehörte im Herzogtum Württemberg zum Oberamt Rosenfeld. Anfang des 19. Jahrhunderts kam es in Folge des Reichsdeputationshauptschlusses zu großen territorialen Veränderungen in Württemberg. Die damit verbundenen Umbrüche waren auch der Grund für eine neue Verwaltungsgliederung im 1806 gegründeten Königreich Württemberg. Dabei wurde das Oberamt Rosenfeld 1808 aufgelöst und Vöhringen dem Oberamt Sulz zugeordnet. Bei der Kreisreform während der NS-Zeit in Württemberg gelangte Vöhringen 1938 zum Landkreis Horb. 1945 wurde der Ort Teil der Französischen Besatzungszone und kam somit zum neu gegründeten Land Württemberg-Hohenzollern, welches 1952 im Land Baden-Württemberg aufging. Durch die Kreisreform in Baden-Württemberg gelangte Vöhringen 1973 zum Landkreis Rottweil.
Die Vöhringer werden schon lange Broatschuah (Breitschuh) genannt. Laut einer Sage hat ein alter Vöhringer eine Bruthenne mitsamt ihren sieben Küken zertreten (verdappt).

### Eingemeindungen
Am 1. Mai 1972 wurde die bis dahin selbständige Gemeinde Wittershausen nach Vöhringen eingemeindet. Diese hatte zuvor ebenfalls zum Landkreis Horb gehört und wurde erstmals 1139 urkundlich erwähnt.

## Religionen
Vöhringen erhielt 1463 eine eigene Kirchengemeinde, bis dahin war es Filial von Bergfelden gewesen. Die Reformation wurde in Vöhringen und Wittershausen – wie im gesamten Württemberg – 1534 eingeführt. Seither ist der Ort evangelisch geprägt. Taufbücher liegen seit dem Jahr 1584 vor. Die Kirchengemeinden beider Teilorte gehören zum Kirchenbezirk Rottweil der Evangelischen Landeskirche in Württemberg. Die Katholiken gehören zur Katholischen Kirchengemeinde St. Johannes Evangelist in Sulz am Neckar. Die Neuapostolische Kirche verfügt über Gemeinden in beiden Teilorten.

## Politik

### Gemeinderat
Der Gemeinderat besteht aus den gewählten ehrenamtlichen Gemeinderäten und dem Bürgermeister als Vorsitzendem. Der Bürgermeister ist im Gemeinderat stimmberechtigt.
Die Kommunalwahl am 9. Juni 2024 in Vöhringen führte zu folgendem amtlichen Endergebnis:
| Partei / Liste          | 2024   | 2024   | 2019   | 2019   |
| Partei / Liste          | Anteil | Sitze  | Anteil | Sitze  |
| ----------------------- | ------ | ------ | ------ | ------ |
| Freie Wählervereinigung | 46,3 % | 7      | 39,5 % | 6      |
| Freie Bürgervereinigung | 29,8 % | 4      | 28,9 % | 4      |
| CDU                     | 23,9 % | 3      | 28,9 % | 4      |
| AfD                     | –      | –      | 02,7 % | –      |
| Wahlbeteiligung         | 66,8 % | 66,8 % | 59,7 % | 59,7 % |

### Bürgermeister
Bürgermeister von Vöhringen ist seit 2007 Stefan Hammer (CDU). Bei der Bürgermeisterwahl 2014 wurde er mit 77,1 Prozent der Stimmen für eine zweite Amtszeit wiedergewählt. Am 4. Dezember 2022 wurde er mit 74,1 Prozent der Stimmen für eine dritte Amtszeit wiedergewählt.

### Verwaltungsgemeinschaft
Die Gemeinde gehört der Vereinbarten Verwaltungsgemeinschaft der Stadt Sulz am Neckar an.

### Wappen
| Wappen von Vöhringen | Blasonierung: „Von Silber über Rot durch Spitzenschnitt geteilt, das rote Feld belegt mit einer gestürzten, silbernen Pflugschar.“ |
| Wappen von Vöhringen | Wappenbegründung: Das ursprünglich geführte, aber nicht offiziell verliehene Wappen, zeigte in Silber eine gestürzte eisenfarbene (blaue) Pflugschar. Die Pflugschar geht wahrscheinlich auf ein Siegelbild des frühen 19. Jahrhunderts zurück und erschien im Wappenschild in den Schultheißenamtssiegeln bis in die dreißiger Jahre. 1955 bemühte sich die Gemeinde um die formelle Verleihung von Wappen und Flagge. Bei dieser Gelegenheit wurde das Wappen durch die sogenannten Sulzer Spitzen erweitert, um es von anderen Pflugschar-Wappen zu unterscheiden. Die Grafen von Sulz sind die ältesten bekannten Ortsherren von Vöhringen. 1095 übertrugen sie ihren hiesigen Besitz an das Kloster Alpirsbach. Wappens und Flagge wurden durch das Innenministerium am 13. August 1975 verliehen. |

## Wirtschaft und Infrastruktur
Am Ort befinden sich traditionelle, mittelständische Betriebe in der Holz- und Kunststoffverarbeitung sowie der Hydrotechnik. Begünstigt durch die verkehrsgünstige Lage konnten zudem einige kleine Industrieunternehmen angesiedelt werden, insbesondere Zulieferer der Autoindustrie und weitere metallverarbeitende Betriebe, aber auch Betriebe in den Branchen Elektronik und Automatisierungstechnik. Außerdem befindet sich ein großer Autohof mit Flippothek im Gewerbegebiet „Ziegelhütte“ an der Autobahnausfahrt.

### Verkehr
Die Ausfahrt Nr. 32 „Sulz am Neckar“ der Bundesautobahn 81 (Stuttgart–Singen) befindet sich auf der Vöhringer Gemarkung.
Der Flughafen Stuttgart liegt etwa 80 Kilometer nordwestlich und kann in 40 Minuten erreicht werden.

### Bildung
In Vöhringen gibt es mit der Mühlbachschule eine Grund- und Hauptschule mit Werkrealschule und eine weitere Grundschule im Ortsteil Wittershausen. Realschulen und Gymnasien befinden sich in Sulz am Neckar und Horb am Neckar. Zudem gibt es zwei kommunale und einen evangelischen Kindergarten.

## Persönlichkeiten
- Johannes Binder (1858–1943), Oberlehrer, Landeskundler und Heimatforscher, Verfasser der Ortschroniken von Vöhringen und Gebersheim bei Leonberg sowie des Heimatbuches für den Bezirk Leonberg
- Dieter Kleinmann (* 1953), FDP-Politiker, 1996 bis 2011 Mitglied des Landtages von Baden-Württemberg, Mitglied der FDP/DVP-Fraktion im Landtag von Baden-Württemberg, war evangelischer Pfarrer in Wittershausen.
- Johannes Beilharz (* 1956), Schriftsteller, Lyriker, Übersetzer und Maler, lebte von 1985 bis 2002 in Vöhringen.